# Вторая Тополовая
Вторая Тополовая (Вторая Тополевая) — река на полуострове Камчатка в России. Длина реки — 21 км. Протекает по территории Быстринского района.
Начинается на восточных отрогах Козыревского хребта. Течёт в восточном направлении через берёзовый лес. Впадает в реку Тополовая справа на расстоянии 17 км от её устья у подножия горы Тополовой.
По данным государственного водного реестра России относится к Анадыро-Колымскому бассейновому округу.
- Код водного объекта — 19070000112120000015127[4].